# Tiesj Benoot
Tiesj Benoot (Gante, 11 de marzo de 1994) es un ciclista profesional belga que desde 2022 corre para el equipo Team Visma | Lease a Bike.

## Palmarés

### Ruta
2018
- Strade Bianche[2]

2019
- 1 etapa de la Vuelta a Dinamarca

2020
- 1 etapa de la París-Niza

2023
- Kuurne-Bruselas-Kuurne

### Pista
2013
- Campeonato de Bélgica en persecución por equipos (con Otto Vergaerde, Aimé De Gendt y Jonas Rickaert)

## Resultados

### Grandes Vueltas
| Carrera | Carrera         | 2015 | 2016 | 2017 | 2018 | 2019 | 2020 | 2021 | 2022 | 2023 | 2024 | 2025 |
| ------- | --------------- | ---- | ---- | ---- | ---- | ---- | ---- | ---- | ---- | ---- | ---- | ---- |
|         | Giro de Italia  | —    | —    | —    | —    | —    | —    | —    | —    | —    | —    | —    |
|         | Tour de Francia | —    | —    | 20.º | Ab.  | 59.º | 75.º | Ab.  | 35.º | 24.º | 49.º | 54.º |
|         | Vuelta a España | —    | —    | —    | 95.º | —    | —    | —    | —    | —    | —    | —    |

—: no participa

Ab.: abandono

### Clásicas, Campeonatos y JJ. OO.
| Omloop Het Nieuwsblad   | Omloop Het Nieuwsblad   | 36.º  | 3.º   | Ab.           | 59.º          | Ab.           | 14.º          | 29.º | 66.º | 15.º | 35.º | 44.º |    |    |
| Kuurne-Bruselas-Kuurne  | Kuurne-Bruselas-Kuurne  | —     | —     | 4.º           | 35.º          | —             | 64.º          | 21.º | 24.º | 1.º  | Ab.  | 62.º |    |    |
| Strade Bianche          | Strade Bianche          | —     | 8.º   | 8.º           | 1.º           | 5.º           | Ab.           | —    | Ab.  | 3.º  | —    | —    |    |    |
|                         | Milán-San Remo          | —     | —     | 133.º         | —             | —             | 20.º          | —    | —    | —    | —    | —    |    |    |
| E3 Saxo Classic         | E3 Saxo Classic         | 18.º  | 7.º   | 14.º          | 5.º           | 16.º          | —             | 15.º | 9.º  | Ab.  | Ab.  | 20.º |    |    |
| Gante-Wevelgem          | Gante-Wevelgem          | —     | 15.º  | —             | —             | 13.º          | —             | —    | 34.º | —    | 40.º | 19.º |    |    |
| A Través de Flandes     | A Través de Flandes     | 6.º   | 39.º  | 4.º           | 7.º           | 5.º           | —             | 23.º | 2.º  | 26.º | 4.º  | 3.º  |    |    |
|                         | Tour de Flandes         | 5.º   | Ab.   | Ab.           | 8.º           | 9.º           | 10.º          | 12.º | 13.º | 13.º | 15.º | 6.º  |    |    |
|                         | París-Roubaix           | 100.º | 114.º | —             | —             | Ab.           | —             | —    | —    | —    | —    | —    |    |    |
| Flecha Brabanzona       | Flecha Brabanzona       | —     | —     | 3.º           | 3.º           | —             | —             | —    | —    | —    | —    | 19.º |    |    |
| Amstel Gold Race        | Amstel Gold Race        | —     | Ab.   | 15.º          | Ab.           | —             | X             | 15.º | 3.º  | 15.º | 3.º  | 8.º  |    |    |
| Flecha Valona           | Flecha Valona           | —     | —     | —             | 52.º          | —             | —             | —    | 11.º | 7.º  | 9.º  | 12.º |    |    |
|                         | Lieja-Bastoña-Lieja     | —     | —     | —             | 23.º          | —             | 8.º           | 7.º  | Ab.  | 7.º  | 12.º | 13.º |    |    |
| Clásica San Sebastián   | Clásica San Sebastián   | 19.º  | Ab.   | 9.º           | —             | Ab.           | —             | —    | 3.º  | 10.º | —    | 4.º  |    |    |
| EuroEyes Classics       | EuroEyes Classics       | 46.º  | —     | —             | 19.º          | —             | X             | X    | —    | —    | —    |      |    |    |
| Bretagne Classic        | Bretagne Classic        | 22.º  | 27.º  | —             | —             | 2.º           | —             | —    | —    | 7.º  | 17.º |      |    |    |
| Gran Premio de Quebec   | Gran Premio de Quebec   | Ab.   | 18.º  | 12.º          | —             | —             | X             | X    | —    | 46.º | 4.º  |      |    |    |
| Gran Premio de Montreal | Gran Premio de Montreal | 5.º   | 13.º  | 15.º          | —             | —             | X             | X    | —    | 11.º | 7.º  |      |    |    |
| París-Tours             | París-Tours             | 4.º   | —     | —             | 6.º           | —             | —             | —    | —    | —    | —    |      |    |    |
|                         | Giro de Lombardía       | Ab.   | —     | 57.º          | 25.º          | 24.º          | —             | 29.º | —    | 63.º | 58.º |      |    |    |
| JJ. OO. (Ruta)          | JJ. OO. (Ruta)          | ND    | —     | No se disputó | No se disputó | No se disputó | No se disputó | 58.º | ND   | ND   | 48.º | ND   | ND | ND |
| Mundial en Ruta         | Mundial en Ruta         | 80.º  | —     | 95.º          | Ab.           | —             | 30.º          | 31.º | —    | 9.º  | Ab.  |      |    |    |
| Europeo en Ruta         | Europeo en Ruta         | X     | 42.º  | —             | —             | —             | —             | —    | —    | —    | —    |      |    |    |
| Bélgica en Ruta         | Bélgica en Ruta         | 9.º   | Ab.   | 59.º          | 11.º          | 19.º          | —             | 14.º | 12.º | 4.º  | 19.º | Ab.  |    |    |

—: No participa 

Ab.: Abandona 

X: No se disputó

## Equipos
- Lotto (08.2014-2019)
  - Lotto-Belisol (2014)
  - Lotto-Soudal (2015-2019)
- Sunweb/DSM[3] (2020-2021)
  - Team Sunweb (2020)
  - Team DSM (2021)
- Visma (2022-)
  - Team Jumbo-Visma (2022-2023)
  - Team Visma | Lease a Bike (2024-)